# Pablo
Pablo es un nombre de pila español en su variante masculina. De origen latino, existe desde tiempos de la Antigua Roma y fue un cognomen de una gens romana ilustrísima llamada gens Emilia; sus miembros más destacados fueron los cónsules: Marco Emilio Paulo, Lucio Emilio Paulo y Lucio Emilio Paulo Macedónico.
El nombre «Pablo» deriva del adjetivo latino paulus, que significa «pequeño». Su prevalencia en el mundo cristiano es por el hecho de que se relaciona con el Apóstol Pablo o Pablo de Tarso.
Al hispanizarse el nombre, se originó «Pablos» —el cual aún se mantiene en algunas zonas rurales peninsulares—, que varió luego al actual «Pablo» debido a la costumbre del idioma español de terminar los nombres masculinos en "-o".[cita requerida]
Con 222.590 varones, «Pablo» es el decimonoveno nombre de pila masculino más popular en España en 2021.

## Diminutivos y femenino
Los diminutivos más frecuentes del nombre propio Pablo son: «Pablito», «Pablillo», «Pablín», «Pabli», «Pableras», «Pablete» y «Pabliño» en Galicia. Sus variantes femeninas son Paula, Pabla y Paulina.

## Santoral
- 15 de enero: San Pablo, primer ermitaño.
- 6 de febrero: San Pablo Miki.
- 20 de junio: San Pablo I, papa.
- 26 de junio: San Pablo de Roma, mártir romano junto a su hermano Juan.
- 29 de junio: San Pablo, apóstol de Jesús.
- 19 de octubre: San Pablo de la Cruz.
- 26 de septiembre: San Pablo VI, papa.
- 20 de septiembre: San Pablo Chong Hasang, mártir Surcoreano.

## Variantes en otros idiomas
| Idioma           | Traducción                     | Idioma          | Traducción               |
| Albanés          | Pal, Pali, Pavli               | Siciliano       | Paulu                    |
| Genovés          | Pòulo                          | Aragonés        | Pavlo, Paulo             |
| Gallego          | Paulo                          | Danés           | Poul, Pouel, Paul, Palle |
| Catalán          | Pau, Pol, Paül                 | Noruego         | Paul o Pål               |
| Valenciano       | Pau                            | Balear          | Pau                      |
| Francés          | Paul                           | Sueco           | Paul o Pål               |
| Italiano         | Paolo                          | Ruso            | Павел (Pavel), Pasha     |
| Portugués        | Paulo                          | Checo           | Pavel                    |
| Emiliano-Romañol | Pàul                           | Serbio          | Павле (Pavle)            |
| Esperanto        | Paĉjo, Paŭlo                   | Croata          | Pavao, Pavle, Pavo       |
| Húngaro          | Pál                            | Galés           | Pawl                     |
| Inglés           | Paul                           | Polaco          | Paweł                    |
| Irlandés         | Pól                            | Gaélico escocés | Pòl                      |
| Alemán           | Paul                           | Eslovaco        | Pavol                    |
| Neerlandés       | Paulus, Paul, Pauwel           | Finés           | Paavo, Paavali, Pauli    |
| Esloveno         | Pavel                          | Latín           | Paulus, Paulos           |
| Letón            | Pāvils                         | Maltés          | Pawlu                    |
| Euskera          | Paul                           | Griego          | Παύλος (Pavlos)          |
| Bielorruso       | Павел (Pawel), Паўлюк (Pauluk) | Lituano         | Paulius, Povilas         |
| Árabe            | Boulos, Bulus                  | Búlgaro         | Pavel                    |
| Estonio          | Paavo                          | Bretón          | Paol                     |
| Ucraniano        | Павло (Pavlo)                  | Rumano          | Paul/Pavel               |
| Occitano         | Pau                            | Islandés        | Páll                     |
| Corso            | Paulu                          | Armenio         | Պողոս (Boghos, Poghos)   |
| Occitano         | Pau                            | Macedonio       | Pavel, Pavle             |
| Georgiano        | ფავლე (Pavle)                  | Maorí           | Paora                    |